# Richtlinien für die Anlage von Straßen – Entwässerung
Die Richtlinien für die Anlage von Straßen – Teil: Entwässerung (kurz RAS-Ew) waren ein in Deutschland bis 2021 gültiges technisches Regelwerk für den Bau und den Entwurf von Entwässerungsanlagen an Straßen. Sie werden herausgegeben von der Forschungsgesellschaft für Straßen- und Verkehrswesen. Bis 2021 gültig war die Ausgabe 2005 die die Ausgabe aus dem Jahr 1987 ersetzte. Inzwischen gilt die REwS 2021.

## Inhalt
Die RAS-Ew gliedert sich in zwölf Abschnitte. Der erste Abschnitt behandelt die Planung und den Entwurf von Entwässerungssystemen. Im zweiten Abschnitt wird die Oberflächenentwässerung erläutert. Oberirdische und unterirdische Wasserableitungsanlagen werden in den Abschnitten drei und vier aufgeführt. Neben oberirdischen Gewässern in Abschnitt fünf regelt die Richtlinie auch den planerischen Umgang mit Durchlässen, Düker und Pumpwerken. Abschnitt sieben formuliert Grundsätze zur Rückhaltung von Straßenoberflächenwasser (Regenrückhaltebecken). In den Abschnitten acht bis zehn wird auf die Entwässerung von Ingenieurbauwerken (beispielsweise Brücken) und Straßen in Wasserschutzgebieten eingegangen. Die beiden letzten Abschnitte stellen Richtlinien für Begrünung und Maßnahmen von Entwässerungsanlagen auf.